# 爆炸品處理課

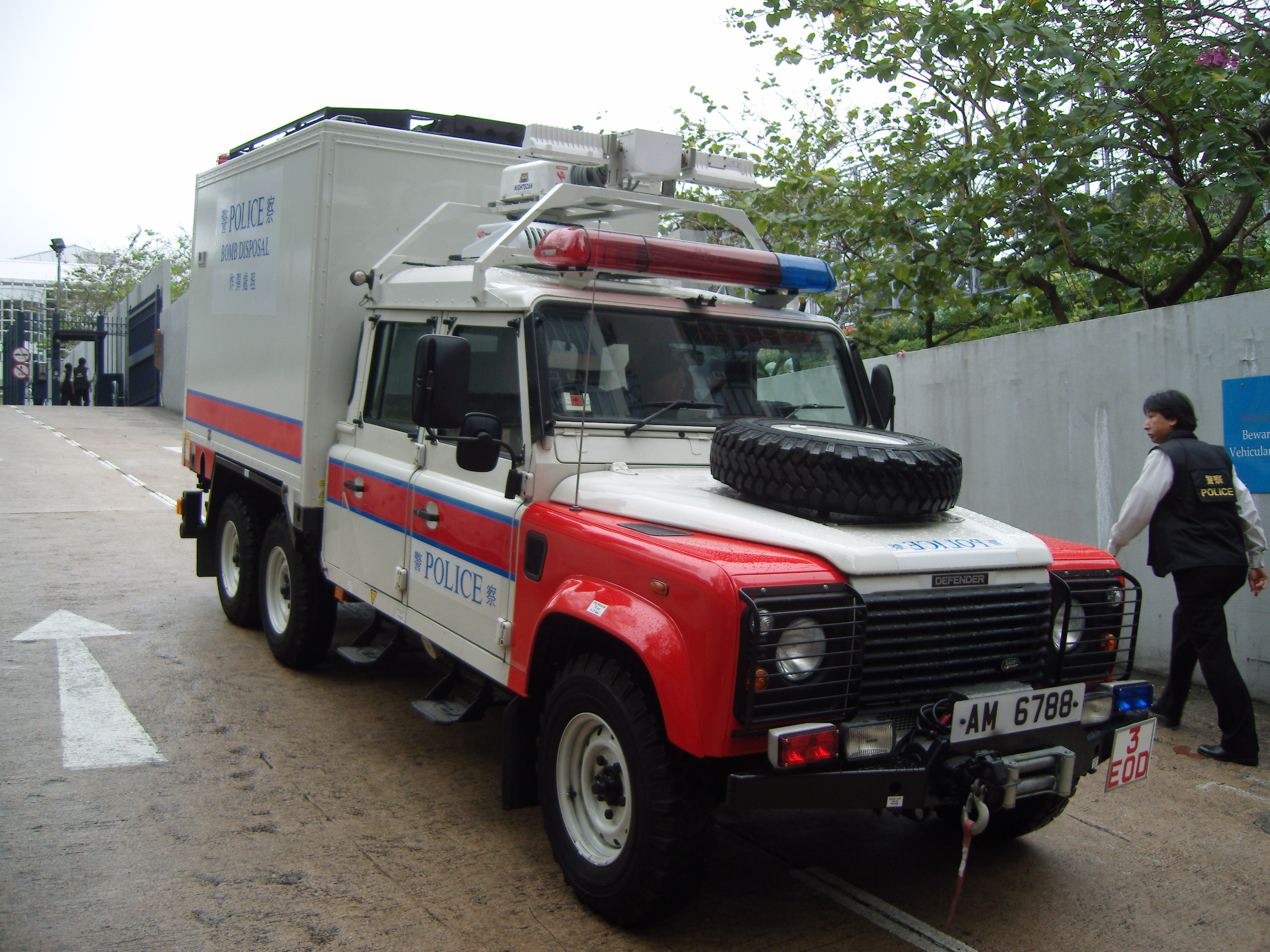
爆炸品處理課車輛（2008年）

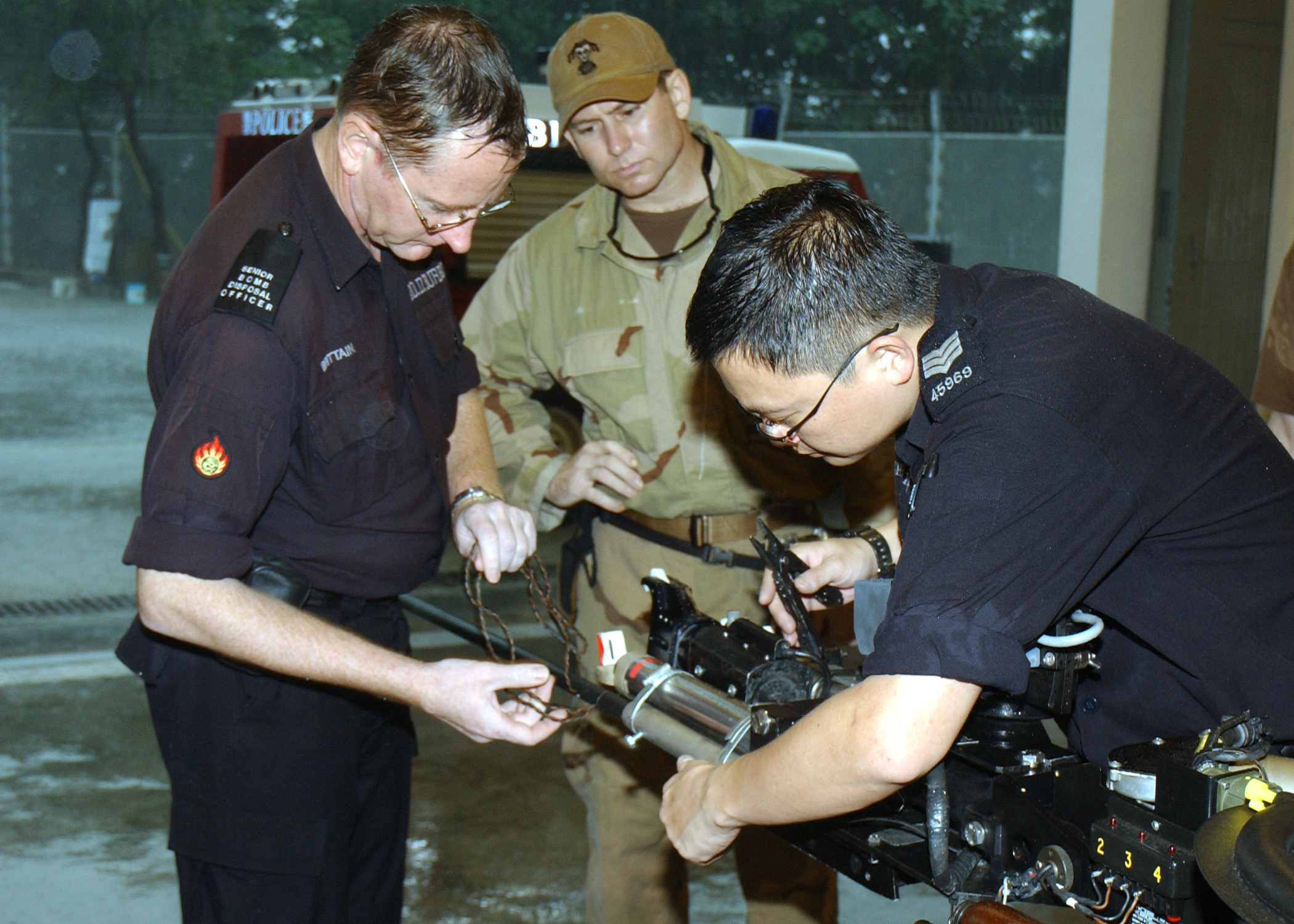
2009年6月月初，美國海軍隆納·雷根號航空母艦戰鬥群靠泊香港期間，美國海軍爆炸品處理流動組軍人被派遣往香港警務處爆炸品處理課接受為期3日的訓練。

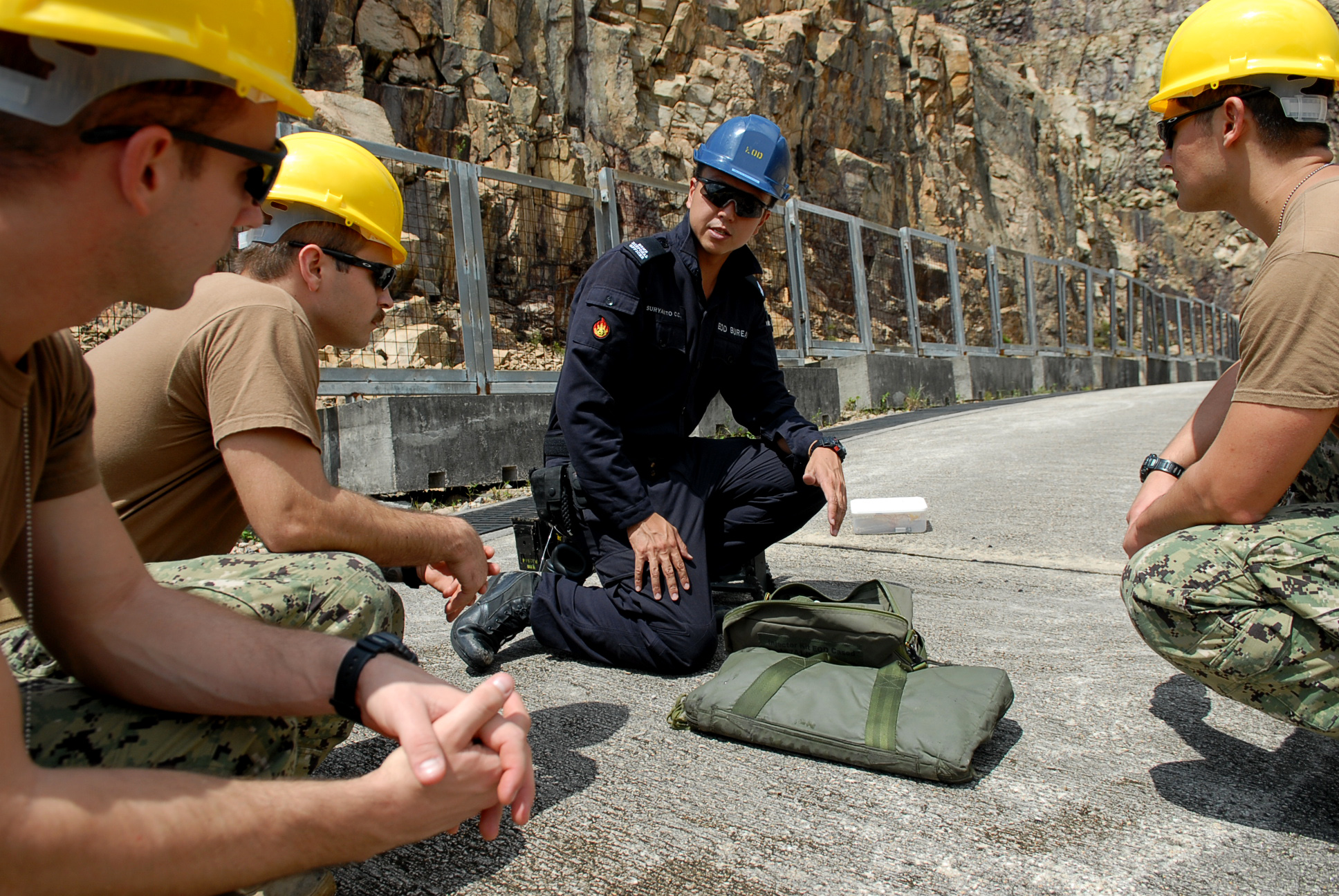
2013年7月月中，美國海軍喬治·華盛頓號航空母艦靠泊香港期間，美國海軍爆炸品處理流動組軍人與香港警務處爆炸品處理課進行交流。

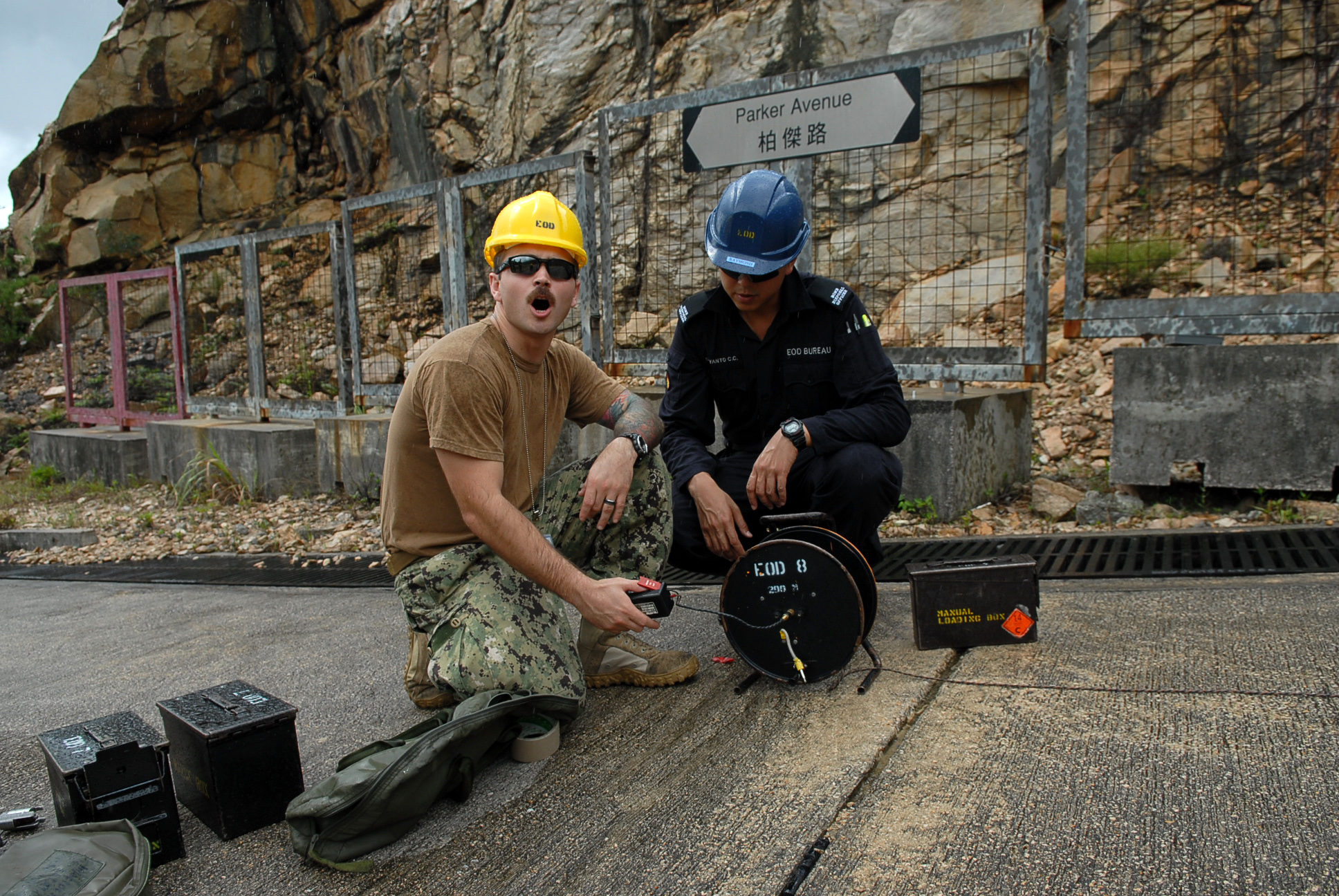
2013年7月月中，美國海軍喬治·華盛頓號航空母艦靠泊香港期間，美國海軍爆炸品處理流動組蛙人與香港警務處爆炸品處理課進行交流。

爆炸品處理課（俗稱拆彈專家；英文：Explosive Ordnance Disposal Bureau，縮寫：EOD）於1972年成立，隸屬於香港警務處行動處行動部，主要責任為爆炸品處理（包括陸上及水下的爆炸品：爆竹、煙火、炸藥、炸彈、手雷、簡易爆炸裝置及炮彈等）、防範輻核生化、檢查子彈（小口徑彈藥除外，由軍械法證課負責）及爆炸品的儲存庫及設施，以及銷毀等。

## 價值觀
爆炸品處理課的價值觀為「正直、專業、忠誠」，正直為因為爆炸品處理課為唯一對爆炸品具備專業知識的人士，因此人員必須正直地掌握形勢及坦誠地面對危機，坦白地了解爆炸品的型號以及威力，不可以誇張及低估，必須以正直及中立的角度處理危機；專業為因為爆炸品處理課必須強調其專業性，即是人員具備豐富的知識，每次執行任務時都必須作出適當的決定，憑藉其專業知識有效率及安全地拆除爆炸品；忠誠為因為爆炸品處理課非常重視團隊精神，處理爆炸品為一個人的工作，不過同樣需要人員幕後支援，某程度上，人員乃將生命互相交託。

## 組織
爆炸品處理課基地：位於香港島，原本為於第二次世界大戰時已經存在的礦場，後來荒廢，並且遺留下於第二次世界大戰時被挖掘的隧道。1997年，爆炸品處理課將該處改建為臨時基地，用作貯存及處理爆裂物；部分範圍改建為練靶場，供予各支香港紀律部隊使用。
- 行動部：由高級警司出任高級炸彈處理主任兼任主管(Senior Bomb Disposal Officer，SBDO）、由警司出任炸彈處理主任（Bomb Disposal Officer，BDO）和總督察出任助理炸彈處理主任（Assistant Bomb Disposal Officer，ABDO）。
  - 後備爆炸品處理小組：約30名後備人員；每日均24小時候命輪值。
  - 消防及緊急應變保安隊（Fire, Emergency & Safeguarding Unit，FESU），主要責任為處理爆炸品處理課於處理事故中所遇到的火災等。人員需要接受由香港消防處舉辦的基本滅火及泵操作導師訓練課程（英文：Train-the-Trainer Course on Basic Fire-fighting and Pump Operation），課程內容包括燃燒學、滅火原理、人身著火處理、進入火場前部署及進火場後步驟、回燃和閃燃風險評估、火警自動警報設施、水力學、供水系統以及消防栓和消防泵等使用；其後兩日在爆炸品處理課基地進行實地滅火及器材的應用演習，包括濃煙室實習、室內煙火特別訓練、漆黑窄路逃生以及進入多層式建築物火場的拖喉灌救訓練[2][3]。

## 歷史

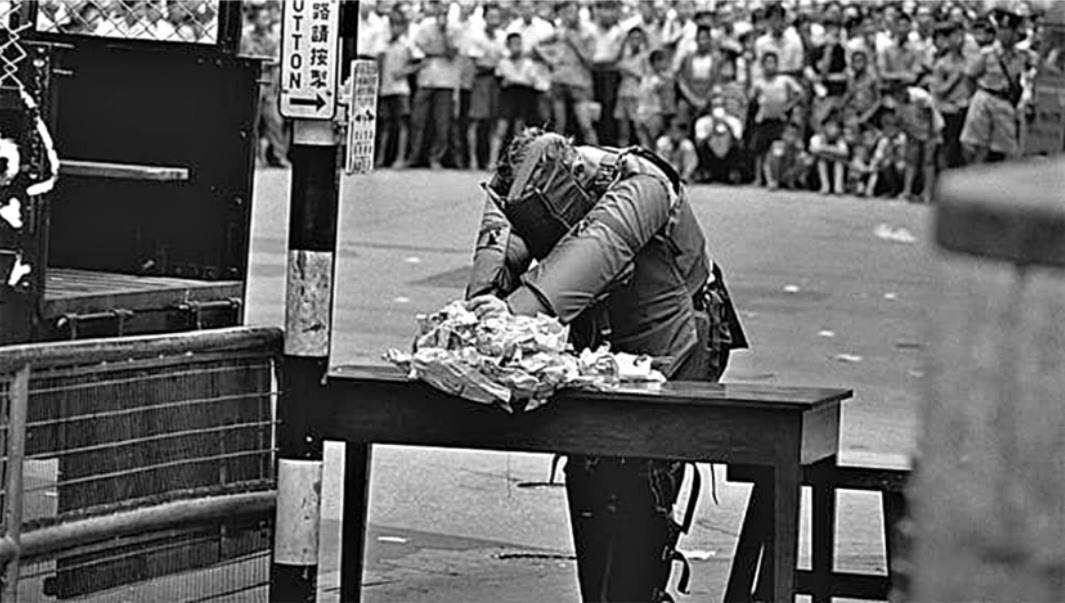
穿上防護衣的駐港英軍軍火專家正在拆除左派人士放置的炸彈。1967年鬥委會及左派團體發起六七暴動後於香港各區策動連串炸彈恐襲，這場炸彈浪潮促使香港警方成立處理爆炸品的專責部門，並於1972年由駐港英軍派出軍火專家協助警隊組成爆炸品處理課。

爆炸品處理課於1972年成立，是港府總結1967年六七暴動的經驗後在警隊組建的部門，因為六七暴動期間鬥委會煽動左派暴徒發動街頭炸彈恐怖襲擊，於1967年5月至12月間在香港各區放置或投擲8,074件懷疑爆炸品，當中有真炸彈1,167枚，當時警務處接獲炸彈報告後，基於警隊缺乏移除炸彈的知識，只能通報駐港英軍派軍火專家拆彈，不但通報需時，而且當時炸彈報告頻仍，英軍軍火專家面對大量真假炸彈也疲於奔命，故平息六七暴動後港府在警隊成立專責處理爆炸品的單位，爆炸品處理課在成立初期的拆彈專家全由受過移除炸彈訓練及具有拆彈經驗的英國軍方人員組成，直至1980年代，香港警務人員經由警務處的培育訓練後逐步取代。
1986年，爆炸品處理課引入拆彈機械車輛。
1997年8月29日，中國北方工業公司在泰國舉行展覽後，將WZ551裝甲車經由香港運輸返回中國大陸期間，由於未有就其為戰略物報關而被充公。此輛裝甲車後來被轉交爆炸品處理課。
2000年9月19日至21日，爆炸品處理課在青山靶場用了3日、共40次，銷毀了於過去兩年行動間所檢獲的物品，合共逾980公斤的強力炸藥及逾2,000支信管。是香港回歸後，其中一次最大規模的爆炸品銷毀任務。
2010年，在首任華人暨本地主管袁漢榮的領導下，爆炸品處理課於同年起全面改善裝備，包括引進新防爆衣及新拆彈機械車等等。同年10月，爆炸品處理課與海外資深爆炸品處理專家交流及進行聯合訓練。同年全年，爆炸品處理課共出動逾90次，包括處理懷疑土製炸彈，在香港保衛戰期間駐港英軍及日本皇軍遺留的砲彈及手榴彈，及在二戰時期美軍飛機向日軍在香港的據點投下的航空炸彈。
2012年，爆炸品處理課共出動97次。
2013年，爆炸品處理課共出動86次。

## 遴選訓練

### 遴選
爆炸品處理課人員全數由後備爆炸品處理小隊中提拔，用以代替離任正規人員。投考加入後備爆炸品處理小隊，擁有機械工程學及其他理科資歷擁有優勢，曾經駐守警察機動部隊獲得優先考慮，同時需要通過為期3日的遴選，內容包括基本心理測試、機械操作及在不同環境下（包括高度狹窄空間）的工作能力等等。

### 訓練
成功通過遴選後的投考人，會被安排接受為期6週的訓練，包括體能（包括負重訓練）、在壓力環境下工作、土製爆炸品裝置處理基本課程（英文：Basic Improvised Explosive Device Disposal，縮寫：IEDD；內容包括炸藥常識、炸彈使用、土製炸彈的結構及運作、拆彈原則、電子學及器材運作等等）以及（為期3日2夜）60小時的實習。

### 執照考核課程
通過上述階段的投考人，會被安排接受為期兩週的炸彈處理員執照考核課程，通過者方能夠加入後備爆炸品處理小隊。每年舉行的整個遴選過程，通常結果有80%至90%投考人被淘汰。

## 培訓
期後，後備爆炸品處理小隊人員需要參與定期的訓練日及為期一年的月性訓練日（每月舉辦一次），並且通過每年為期3週的炸彈處理員牌照續期課程。
爆炸品處理課的日常訓練均屬於高度危險性質，包括在不同的地形上引爆威力極度強勁的爆炸品等。此外，部份人員需要接受水肺訓練，成為排除障礙潛水員。

## 歷任主管
- 布立敦 外藉高級警司 (Dominic Brittain)
- 袁漢榮 高級警司 (首位華人主管)
- 周錫健 高級警司
- 馬徫德 外藉高級警司 (Alick McWhirter)
- 李展超 高級警司 (現任)

## 行動車輛

### 爆炸品處理車 (EOD Vehicles)
- Land Rover Defender 90 TDI，現僅存1部。
- Land Rover Defender 130 6x6，總共5部，已退役。
- Mercedes Benz Sprinter 519CDI Oberaigner 6x6，於2019年引入，總共5部。
- Mercedes Benz Sprinter 519CDI 4x4，於2019年引入，只有1部。
- Mercedes Benz Sprinter 519BT 4x4，於2024年投入服務，只有1部。
- ISUZU中型貨車，於2017年投入服務，只有1部。
- Mercedes Benz Sprinter 519CDI衝鋒車，只有1部，已退役。
- Mercedes Benz Sprinter 519衝鋒車，於2025年引入，只有1部。

### 拖車 (EOD Tow Truck)
- MAN TGM 15.250，只有1部。

### 快速介入安全車 (Rapid Intervention Safety Tender)
車輛搭載專業滅火裝置和器材，當於基地或炸彈現場處理途中出現意外時可快速介入進行滅火救援工作。
- Land Rover Defender，總共2部，已退役。
- Mercedes Benz Sprinter，於2023年服役，由消防廠商Rosenbauer制造，總共2部。

### 裝甲車
- ZSL-92裝甲輸送車

## 裝備

### 工作服
- 黑色工作服
- 固固戰術蛙服

### 通訊器材
- 抗操耳機
  -  EARMOR M33X Milpro
- PTT
  -  EARMOR M80 PTT

### 防彈頭盔
- M88 PASGT
- Galvion Batlskin Viper Full Cut Helmet
- 固固防彈頭盔定制版 (仿Wendy)

### 防爆工具
- MED-ENG EOD 9A Helmet，重25磅，配備兩盞射燈及一散熱風扇。
- MED-ENG EOD 9N Bomb Suit，於2010年引入，重逾74.8磅，配備調節空氣流通和照明系統的控制器板，為人員提供強效的保護[22]。其防護能力比前代的成本高一成，關節位置經過改良。

### 拆彈工具
- 重型遙距控制拆彈機械人
  -  Northrop Grumman Remotec Wheelbarrow Revolution拆彈機械人，俗稱「威霸龍」，重330公斤，可以在任何天氣及情況下行駛。設有防霧攝錄鏡頭等裝置。（已退役）
  -  ABP哨兵拆彈機械人，重270公斤，於2017年斥資1307萬港元購入，總共8部。
  -  中信重工洛陽礦山機械工程設計研究院(洛礦院)第二代拆彈機械人，俗稱「熊貓」，重約1500公斤，於2022年首次亮相。
- 輕型遙距控制拆彈機械人
  -  ABP Cyclops Digital輕型拆彈機械人，俗稱「獨眼龍」，重約30公斤。[22]適合於狹窄的環境（例如鐵路站、飛機艙及無升降機設備的大廈等等）中執行任務；並且可以額外配備4副輪胎，方便於任何環境中行動。（已退役）
  -  MED-ENG Avenger LT輕型拆彈機械人，於2019年斥資約76萬美元購入，於2023年首次亮相，總共有4部。
  -  北京晶品科技JP-R350輕型拆彈機械人，俗稱「細仔」，重約45公斤，於2022年首次亮相，至少引入3部。
- 炸彈探測車，可以偵測炸藥成分。
- 金屬探測器
  -  CEIA CMD®
- 鑽挖器
- 水力磨沙切割系統，於2011年由英國引進，主要應用於處理大型軍火及炮彈[23][24]。

## 大事記

### 青衣貨輪誤撈空投炸彈案
1995年7月6日，一艘貨輪於青衣外600公尺的海面上起錨時，意外撈起了一枚直徑14吋、長44吋及重500磅的美國製造M64型空投炸彈。爆炸品處理課出動，耗時個半小時解除危機。是次為香港歷史上發現最大型的炸彈案件。

### 東京街爆炸品發現案
2006年4月8日，工人於深水埗長沙灣東京街進行渠務工程期間發現了大量認為於1940至1950年代期間由駐港英軍遺留下來的爆炸品，包括彈殼、手榴彈、迫擊炮和火箭炮等多種威力巨大的爆炸品，炸彈僅藏於路面下1米深的泥土中，其中最巨型的炸彈長60厘米，最小型的是蛋形手榴彈。警務人員需要疏散附近居民，港鐵長沙灣站A2出口亦需要被關閉。消防及緊急應變保安隊搭起兩個帳篷，向著目標不停射水為到炸彈降溫。至傍晚6時許，爆炸品處理課共挖出588枚爆炸品，其中手榴彈逾200枚，而且巨型炮彈不少，排列路上。警務人員需要擴大封鎖範圍至周圍約200米，不准任何途人接近。晚上7時46分，爆炸品處理課於坑內進行了引爆；期後爆炸品處理課繼續進行挖掘，及以化學品鎂燃燒坑內已經被引爆的爆炸品所遺留下來的殘餘火藥，隨後移走572枚炸彈，帶返爆炸品處理課基地進行化驗。

### 跑馬地1000磅空投炸彈發現案
2014年2月6日下午3時許，工人於灣仔麗都酒店附近一處地盤發現一枚長67吋、直徑約24吋、重1,000磅的美國海軍AN-M65型空投炸彈，為香港歷史上第二大型被發現的炮彈，爆炸品處理課出動到場處理，先行疏散附近逾2,000人，再以水力磨砂切割方式，穿透炮彈身上兩處，最後於翌日凌晨4時許以攝氏400度將其當中約500磅炸藥燃燒耗盡，至朝早7時5分完成；炮彈的兩個引信分別於清晨5時48分及6時54分被引爆。

### 會展站地盤發現三枚戰時炸彈
2018年1月27日以及同月31日，東鐵線會展站工地在5天內兩次掘出戰時炸彈，型號為美製「ANM65」型，為美軍在日佔時期轟炸日軍沿岸設施所遺留的未爆炸彈，長約145厘米，重約1,000磅，內藏約500磅TNT黃色炸藥。兩次發現皆需疏散附近辦公室、住宅超過5,000人，又須封路24小時以便處理炸彈。
炸彈拆除後，其中一枚彈殼於2022年5月在會展站1號月台（往羅湖／落馬洲）其中一個藝術品《戰爭遺跡》展出。

### 軼聞

#### 爆炸品處理基地潛建事件
2012年9月10日，拆彈組(爆炸品處理課)爆出懷疑警隊高層濫權事件。投訴人指有人疑為一己私利，安排基地內的外判保安員充當「建築工人」，未經申請在基地內興建一個體積約七十立方呎的水池飼養觀賞魚，質疑工程未經申請屬僭建，知法犯法。警方發言人回覆指，魚池由該基地的保安員構思及自資興建，動工後曾徵詢有關部門意見，未獲反對。監察警權的民間組織批評警方，若以公帑滿足私欲已屬濫權，促獨立監察警方處理投訴委員會介入調查。

## 已知行動紀錄
以下為不完全紀錄（主要集中於2011年後的公開報道）：

## 以爆炸品處理課為題材的作品
爆炸品處理課角色一直在電影及電視劇中亮相，包括《高度戒備》（1997年）及《拆彈專家》（2017年）等等。

### 單元劇
- 《執法群英──勇者無懼》（2003年）

### 電影
- 《高度戒備》（1997年）
- 《拆彈專家》（2017年）
- 《寒戰II》（2017年）
- 《拆彈專家2》（2020年）

### 宣傳片
- 《守城》(2021年)

### 電視劇
- 《機場特警》（2020年）
- 《刑偵日記》（2021年）
- 《逆天奇案2》（2024年）

### 電視節目
- 《不可能任務 (第二輯)》（2023年）

## 相關參見
- 警犬隊
- 警察搜查隊
- 要員保護組
- 保護證人組
- 機場特警組
- 反恐特勤隊
- 特別任務連
- 鐵路警區應變小組
- 重要基礎設施保安協調中心
- 危害物質專隊